# Moko (Tiko)
Pour les articles homonymes, voir Moko (homonymie).
Moko (ou Moquo) est une localité du Cameroun située dans le département du Fako et la Région du Sud-Ouest. Elle fait partie de la commune de Tiko.